# ويليام هنتر رينولدز
ويليام هنتر رينولدز (بالإنجليزية: William Hunter Reynolds)‏ هو سياسي نيوزلندي، ولد في 1 مايو 1822، وتوفي في 1 أبريل 1899. انتخب عضو مجلس النواب نيوزيلندا.